# (7808) Bagould
(7808) Bagould ist ein Asteroid des mittleren Hauptgürtels. Er wurde am 5. April 1976 vom argentinischen Astronomen Mario R. Cesco am Felix-Aguilar-Observatorium (IAU-Code 808) im El-Leoncito-Nationalpark in Argentinien entdeckt.
Der Asteroid wurde am 20. Mai 2008 nach dem US-amerikanischen Astronomen Benjamin Apthorp Gould (1824–1896) benannt, der 1849 die renommierte Fachzeitschrift Astronomical Journal gründete und 1868 der erste Direktor des Argentinischen National-Observatoriums (heute Observatorio Astronómico de Córdoba) wurde.